# Вељки Кртиш
Вељки Кртиш (слч. Veľký Krtíš, изговор Вељки Крћиш, мађ. Nagykürtös) град је у Словачкој, који се налази у оквиру Банскобистричког краја, где је седиште истоименог округа Вељки Кртиш.

## Географија
Вељки Кртиш је смештен у јужном делу државе, близу границе са Мађарском - 12 километара југоисточно од града. Главни град државе, Братислава, налази се 210 км западно од града.
Рељеф: Вељки Кртиш се развио у области јужних Татри. Подручје северно од града је планинско (планина Јаворје), док се јужно пружа побрђе до пограничне реке Ипељ. Град је смештен на приближно 200 m надморске висине.
Клима: Клима у Вељком Кртишу је умерено континентална.
Воде: Кроз Вељки Кртиш протиче пар потока, који се сви уливају у реку Ипељ, оја протиче 15-ак километара јужно од града.

## Историја
Људска насеља на овом простору датирају још из праисторије. Насеље под данашњим именом први пут се спомиње 1245, као место насељено Словацима. Насеље је следећих векова било село, да би тек 1968. године добило градска права.
Крајем 1918. Вељки Кртиш је постао део новоосноване Чехословачке. У време комунизма град је нагло индустријализован, па је дошло до наглог повећања становништва. После осамостаљења Словачке град је постао њено значајно средиште, али је дошло до привредних тешкоћа у време транзиције.

## Становништво
| Година:    | 1994.  | 2004.   | 2014.    | 2024.    |
| ---------- | ------ | ------- | -------- | -------- |
| Број људи: | 14 160 | 13 932  | 12 424   | 10 274   |
| Разлика:   |        | -1,61 % | -10,82 % | -17,30 % |

| Година:    | 2023.  | 2024.   |
| ---------- | ------ | ------- |
| Број људи: | 10 457 | 10 274  |
| Разлика:   |        | -1,75 % |

Данас Вељки Кртиш има око 13.000 становника и последњих година број становника полако опада.
Етнички састав: По попису из 2001. састав је следећи:
- Словаци - 70,9%,
- Роми - 20,1%,
- Мађари - 4,2%,
- Чеси - 0,8%,
- остали.

Верски састав: По попису из 2001. састав је следећи:
- римокатолици - 54,30%,
- атеисти - 21,6%%,
- лутерани - 16,0%,
- остали.